# Astana Arena
De Astana Arena is een voetbalstadion in de Kazachse hoofdstad Astana dat bij de opening op 3 juli 2009 in totaal 185 miljoen dollar had gekost. De eigenaar is de stad Nur-Sultan. Het stadion werd door een Turks architectenbureau met HOK Sport en Buro Happold ontworpen.
De openingswedstrijd van de Astana Arena vond plaats op 3 juli 2009 met een wedstrijd tussen Astana FK en het Kazachs voetbalelftal onder 21. In het nieuwe stadion werd ook de openingsceremonie van de 7de Aziatische Winterspelen gehouden. Voor de komst van de Astana Arena speelde het Kazachs voetbalelftal zijn wedstrijden vooral in het Zentralstadion in Almaty.

## Interlands
Het Kazachs voetbalelftal speelt haar interlands in de Astana Arena.
| 1  | 14 oktober 2009   | Kazachstan – Kroatië               | 1 – 2 | WK-kwalificatie   |
| 2  | 11 augustus 2010  | Kazachstan – Oman                  | 3 – 1 | Vriendschappelijk |
| 3  | 3 september 2010  | Kazachstan – Turkije               | 0 – 3 | EK-kwalificatie   |
| 4  | 8 oktober 2010    | Kazachstan – België                | 0 – 2 | EK-kwalificatie   |
| 5  | 12 oktober 2010   | Kazachstan – Duitsland             | 0 – 3 | EK-kwalificatie   |
| 6  | 3 juni 2011       | Kazachstan – Azerbeidzjan          | 2 – 1 | EK-kwalificatie   |
| 7  | 10 augustus 2011  | Kazachstan – Syrië                 | 1 – 1 | Vriendschappelijk |
| 8  | 11 oktober 2011   | Kazachstan – Oostenrijk            | 0 – 0 | EK-kwalificatie   |
| 9  | 7 september 2012  | Kazachstan – Ierland               | 1 – 2 | WK-kwalificatie   |
| 10 | 12 oktober 2012   | Kazachstan – Oostenrijk            | 0 – 0 | WK-kwalificatie   |
| 11 | 22 maart 2013     | Kazachstan – Duitsland             | 0 – 3 | WK-kwalificatie   |
| 12 | 14 augustus 2013  | Kazachstan – Georgië               | 1 – 0 | Vriendschappelijk |
| 13 | 6 september 2013  | Kazachstan – Faeröer               | 2 – 1 | WK-kwalificatie   |
| 14 | 10 september 2013 | Kazachstan – Zweden                | 0 – 1 | WK-kwalificatie   |
| 15 | 5 september 2014  | Kazachstan – Kirgizië              | 7 – 1 | Vriendschappelijk |
| 16 | 9 september 2014  | Kazachstan – Letland               | 0 – 0 | EK-kwalificatie   |
| 17 | 13 oktober 2014   | Kazachstan – Tsjechië              | 2 – 4 | EK-kwalificatie   |
| 18 | 28 maart 2015     | Kazachstan – IJsland               | 0 – 3 | EK-kwalificatie   |
| 19 | 10 oktober 2015   | Kazachstan – Nederland             | 1 – 2 | EK-kwalificatie   |
| 20 | 4 september 2016  | Kazachstan – Polen                 | 2 – 2 | WK-kwalificatie   |
| 21 | 11 oktober 2016   | Kazachstan – Roemenië              | 0 – 0 | WK-kwalificatie   |
| 22 | 1 september 2017  | Kazachstan – Montenegro            | 0 – 3 | WK-kwalificatie   |
| 23 | 8 oktober 2017    | Kazachstan – Armenië               | 1 – 1 | WK-kwalificatie   |
| 24 | 5 juni 2018       | Kazachstan – Azerbeidzjan          | 3 – 0 | Vriendschappelijk |
| 25 | 6 september 2018  | Kazachstan – Georgië               | 0 – 2 | Nations League    |
| 26 | 16 oktober 2018   | Kazachstan – Andorra               | 4 – 0 | Nations League    |
| 27 | 15 november 2018  | Kazachstan – Letland               | 1 – 1 | Nations League    |
| 28 | 21 maart 2019     | Kazachstan – Schotland             | 3 – 0 | EK-kwalificatie   |
| 29 | 24 maart 2019     | Kazachstan – Rusland               | 0 – 4 | EK-kwalificatie   |
| 30 | 11 juni 2019      | Kazachstan – San Marino            | 4 – 0 | EK-kwalificatie   |
| 31 | 10 oktober 2019   | Kazachstan – Cyprus                | 1 – 2 | EK-kwalificatie   |
| 32 | 13 oktober 2019   | Kazachstan – België                | 0 – 2 | EK-kwalificatie   |
| 33 | 28 maart 2021     | Kazachstan – Frankrijk             | 0 – 2 | WK-kwalificatie   |
| 34 | 1 september 2021  | Kazachstan – Oekraïne              | 2 – 2 | WK-kwalificatie   |
| 35 | 9 oktober 2021    | Kazachstan – Bosnië en Herzegovina | 0 – 2 | WK-kwalificatie   |
| 36 | 12 oktober 2021   | Kazachstan – Finland               | 0 – 2 | WK-kwalificatie   |
| 37 | 16 november 2021  | Kazachstan – Tadzjikistan          | 1 – 0 | Vriendschappelijk |
| 38 | 29 maart 2022     | Kazachstan – Moldavië              | 0 – 1 | Nations League    |
| 39 | 3 juni 2022       | Kazachstan – Azerbeidzjan          | 2 – 0 | Nations League    |
| 40 | 13 juni 2022      | Kazachstan – Slowakije             | 2 – 1 | Nations League    |
| 41 | 22 september 2022 | Kazachstan – Wit-Rusland           | 2 – 1 | Nations League    |
| 42 | 23 maart 2023     | Kazachstan – Slovenië              | 1 – 2 | EK-kwalificatie   |
| 43 | 26 maart 2023     | Kazachstan – Denemarken            | 3 – 2 | EK-kwalificatie   |
| 44 | 7 september 2023  | Kazachstan – Finland               | 0 – 1 | EK-kwalificatie   |
| 45 | 10 september 2023 | Kazachstan – Noord-Ierland         | 1 – 0 | EK-kwalificatie   |
| 46 | 17 november 2023  | Kazachstan – San Marino            | 3 – 1 | EK-kwalificatie   |